# Malayotyphlops ruficauda
Malayotyphlops ruficauda — вид змій родини сліпунів (Typhlopidae). Ендемік Філіппін.

## Поширення і екологія
Malayotyphlops ruficauda мешкають на островах Лусон, Таблас і Маріндук. Вони живуть у вологих рівнинних і гірських тропічних лісах.